# Boeing 601

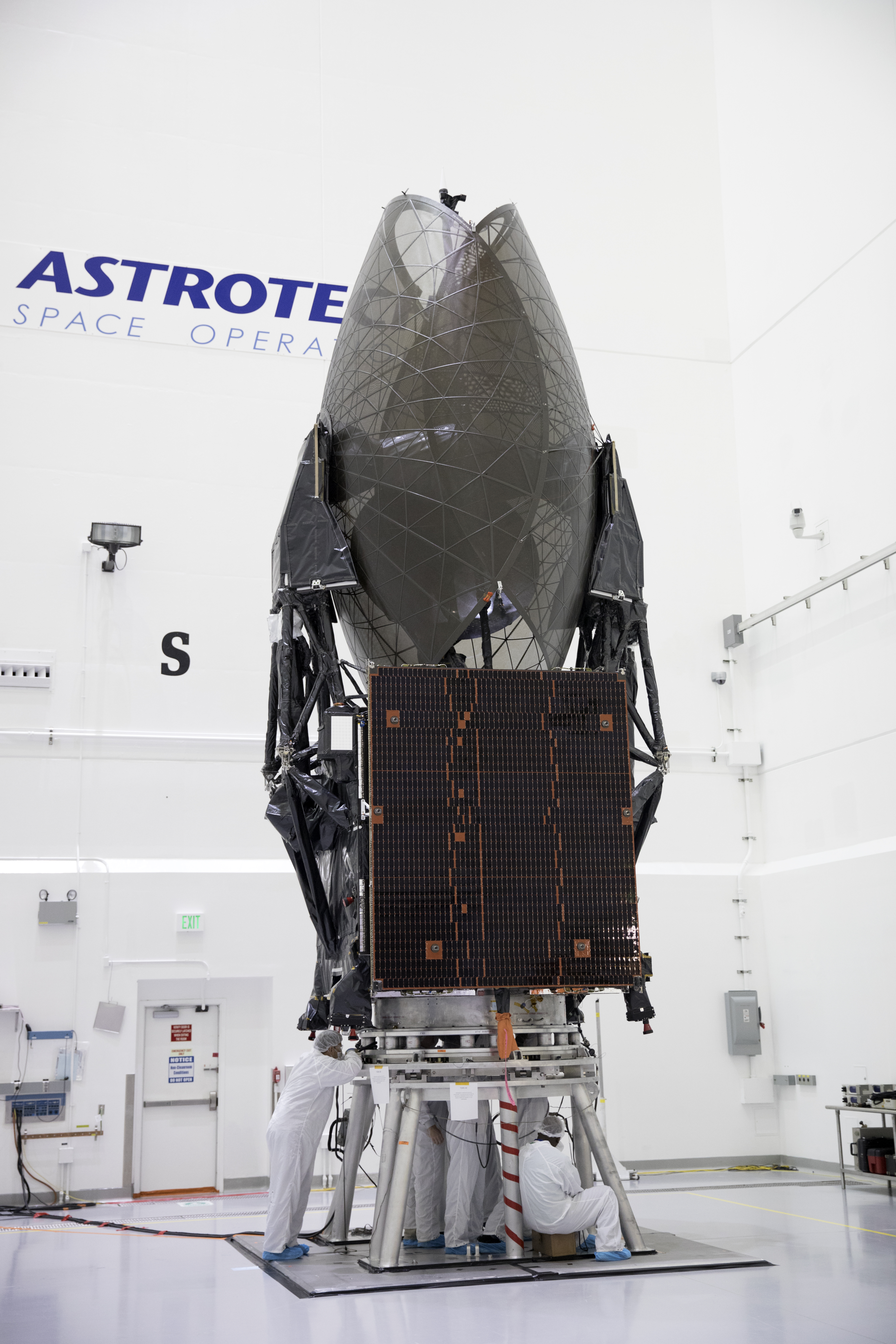
TDRS-M, le dernier satellite basé sur le Boeing 601.

Le Boeing 601 (parfois désigné comme BSS-601, et auparavant comme HS-601) est une plate-forme satellite de satellite de télécommunications aujourd’hui retirée du service. Elle a été conçue en 1985 et introduite en 1987 par la Hughes Space and Communications Company. Cette série a connu un grand succès dans les années 1990, avec plus de 84 unités commandées à travers le monde. La version améliorée 601HP (pour « haute puissance ») a été introduite en 1995. Hughes, ainsi que les plateformes 601, ont été acquises par Boeing en 2000.
Le dernier satellite commercial de la série 601 a été commandé en 2001 et lancé en 2004. En décembre 2007, le programme SCaN (Space Communications and Navigation) de la NASA a sélectionné le BSS-601HP pour sa troisième génération de satellites TDRS, y ajoutant deux antennes orientables de 4,5 mètres de diamètre. Le satellite TDRS-M, lancé le 18 août 2017, est devenu le dernier satellite 601 à atteindre l’orbite.

## Contexte
Le modèle Boeing-601 fut le premier grand projet de conception et de développement d’un satellite de télécommunications stabilisé selon trois axes (ou stabilisation par le corps) par Hughes. Tous les modèles précédents de satellites Hughes (comme le HS-376) étaient cylindriques et stabilisés par rotation à raison de 50 tours par minute.
La conception du Boeing-601 a débuté en 1985, suivie deux ans plus tard par son développement à grande échelle. La première présentation publique officielle de ce nouveau satellite a eu lieu lors de la conférence Telecom 87, à Genève, en Suisse.

## Variantes
Boeing-601HPVersion haute puissance du modèle standard Boeing-601, elle peut supporter jusqu’à 60 transpondeurs et produire 10 000 watts, soit le double de la puissance du 601 standard. Cette amélioration a été rendue possible grâce à des innovations dans les cellules solaires à l’arséniure de gallium, les technologies de batteries et les systèmes de propulsion à ions au xénon (XIPS). Le 601HP a fait ses débuts en 1995, avec des améliorations supplémentaires apportées en 2000 pour corriger des défauts de conception et de composants.
Ultra High Frequency Follow-On (UFO)La marine des États-Unis a commencé, dans les années 1990, à remplacer et moderniser son réseau de communications par satellite en ultra haute fréquence (UHF) en déployant une constellation de satellites personnalisés basés sur la plateforme HS-601, connue sous le nom de série UFO (Ultra High Frequency Follow-On). Onze satellites UFO ont été lancés entre 1993 et 2003. Cette constellation a remplacé les satellites de communication de la flotte (FLTSATCOM) ainsi que les satellites Leasat construits par Hughes.
Troisième génération de satellites GOESLe système de satellites météorologiques géostationnaires américains, exploité par la NOAA, a sélectionné la plateforme standard Boeing 601 pour sa troisième génération de satellites météorologiques, notamment les satellites GOES-13, GOES-14 et GOES-15. Cette série est équipée d’un capteur extrême ultraviolet orienté vers le Soleil, d’un imageur solaire à rayons X (SXI) et d’instruments de surveillance de l’environnement spatial (SEM), afin de remplir leur rôle dans l’observation de la météo spatiale.
Satellites de relais de données (TDRS)Trois satellites de deuxième génération utilisent la plateforme 601 standard, tandis que les trois satellites de troisième génération utilisent la version 601HP, après des modifications destinées à corriger les défaillances survenues dans les années 1990. La version TDRS est équipée de deux antennes orientables en maille composite de graphite de 15 pieds de diamètre (environ 4,6 mètres). Ces antennes sont partiellement repliées, à la manière d’une coquille de taco, pour pouvoir être insérées dans la coiffe de la fusée Atlas/Centaur.

## Conception

### Structure
La plateforme 601 est divisée en deux modules. Le premier module abrite le système de propulsion, les batteries et l’électronique du satellite, et supporte les charges imposées par le lanceur. Le second module contient les étagères sur lesquelles sont installés les équipements de télécommunications, l’électronique de la charge utile et les caloducs. Les panneaux solaires, les réflecteurs et les sources d'alimentation des antennes sont montés sur le module de charge utile.

### Charge utile
La plateforme standard 601 peut embarquer jusqu’à 48 transpondeurs et fournit jusqu’à 4 800 watts de puissance. La version 601HP peut accueillir jusqu’à 60 transpondeurs et fournir jusqu’à 10 000 watts.

## Défaillances
Un nombre significatif de satellites Boeing 601 ont subi des pannes en orbite, certaines ayant entraîné la perte complète du satellite,.

### Processeur de contrôle du satellite (SCP)
Un nombre indéterminé de satellites 601 lancés avant août 1997 présentent un défaut de conception dans leur SCP, où un relais plaqué étain peut former des barbes métalliques (« whiskers ») dans certaines conditions spécifiques. Ces barbes provoquent éventuellement un court-circuit électrique. Chaque satellite contient deux SCP et l’unité de secours prend le relais en cas de défaillance de l’unité principale. Dans certains cas, les deux SCP ont échoué, rendant le satellite inutilisable. Un exemple notable est le satellite Galaxy IV. Au moins huit satellites 601 ont connu des pannes de SCP, dont quatre avec double défaillance ayant entraîné la perte totale du satellite. Hughes est passé au plaquage au nickel sur les modèles 601 ultérieurs pour résoudre ce problème, au détriment du poids de la charge utile.

### Batteries
Certains satellites 601HP ont rencontré des problèmes de batterie, entraînant une réduction de la protection pendant les éclipses. Cela oblige à désactiver certains transpondeurs durant ces périodes,.

### Système de propulsion ionique au xénon (XIPS)
Certains satellites Boeing 601 étaient équipés en option d’un système de propulsion électronique appelé XIPS (Xenon Ion Propulsion System), utilisé pour le maintien en position orbitale. Au moins quatre satellites dotés du système XIPS ont subi une défaillance partielle ou totale de ce système, ce qui a significativement réduit leur durée de vie.